# سوزی میلر
سوزی میلر نمایشنامه نویس، نویسنده و فیلمنامه‌نویس استرالیایی-بریتانیایی است. در آوریل 2022، میلر اولین بازی خود در وست اند با بازی جودی کومر انجام داد.
آثار میلر از مقیاس بزرگ تا نمایشنامه‌های کوچک(تئاتر گریفین، شرکت تئاتر سیدنی، شرکت تئاتر مالت‌هاوس)، تا فیلم‌نامه‌های کارهای تلویزیونی (رسانه‌های هنری فیلم، تصاویر باکس کبریت / ان‌بی‌سی) را شامل می‌شود. بیشتر آثار او موضوعات بی عدالتی را از طریق داستان‌های پیچیده انسانی بررسی می‌کند.

## زندگی‌نامه
میلر در ملبورن استرالیا به دنیا آمد. او در دانشگاه موناش ایمونولوژی و میکروبیولوژی تحصیل کرد و مدرک حقوق را از دانشگاه نیو ساوت ولز دریافت کرد. او همچنین در مؤسسه ملی هنرهای دراماتیک در رشتهٔ نمایشنامه نویسی تحصیل کرده‌است. در این مدت، او با رابرت بیچ جونز وارد رابطه شد و از او دو فرزند دارد. در سال ۲۰۱۰، او به همراه خانواده اش به لندن نقل مکان کرد تا به‌طور تمام وقت حرفه نویسندگی تئاتر را دنبال کند.